# تیری استیمتس
تیری استیمتس (انگلیسی: Thierry Steimetz؛ زادهٔ ۹ ژوئیهٔ ۱۹۸۳) بازیکن فوتبال اهل فرانسه است.
از باشگاه‌هایی که در آن بازی کرده‌است می‌توان به باشگاه فوتبال متس و باشگاه فوتبال اف۹۱ دودلانژ اشاره کرد.